# Orange County Blue Star
Orange County Blue Star war ein US-amerikanisches Fußball-Franchise der USL Premier Development League aus Irvine, Kalifornien. Die 1997 gegründete Mannschaft spielte bis 2012 in der Southwest Division der Western Conference der USL PDL.
Von 2007 bis 2012 wurden die Heimspiele im Eagle Stadium, welches sich auf dem Gelände der Concordia University befindet, ausgetragen.

## Geschichte
Bis 2001 spielte man in der USL First Division, der zweithöchsten Liga, als Orange County Zodiac bzw. Orange County Waves.
2001 wurde der Name dann in Orange County Blue Star geändert und seitdem spielte man zwei Klassen tiefer in der USL Premier Development League, der vierthöchsten amerikanischen Liga. Dort konnte man bislang dreimal die Regular Season in der Conference SouthWest gewinnen. Die Blue Stars schafften es aber nie weiter als bis ins Viertelfinale der Playoffs.
2003 spielte Jürgen Klinsmann nach seinem offiziellen Karriereende als Jay Goppingen für die Blue Stars. Er machte acht Spiele für die Kalifornier und erzielte dabei fünf Tore. Sein damaliger Sturmpartner Matthew Taylor spielte ab der Saison 2012/13 für Preußen Münster, danach für den 1. FC Saarbrücken und Kickers Offenbach. Im MLS Super Draft 2000 wurde Thorsten Damm von Orange County als Spieler gezogen. Er entschied sich jedoch für eine Rückkehr nach Deutschland und war zuletzt Co-Trainer beim SV Sandhausen in der 2. Bundesliga. Außerdem spielte Ryan Coiner, ehemaliger Spieler von Holstein Kiel und dem 1. FC Union Berlin, in seiner Jugend für den Verein.

## Stadion
Ihre Spiele trug die Mannschaft seit 2007 auf den Fußballfeldern der Concordia University in Irvine aus, die bis zu 1.000 Zuschauern Platz bieten. Vorher spielte die Mannschaft u. a. in Stadien auf dem Gelände der University of California und dem Orange Coast College aus. 2004 wurden auch Heimspiele im Home Depot Center in Carson, Kalifornien ausgetragen.

## Spieler
- Ryan Coiner (2003)
- Matthew Taylor (2003)
- Jürgen Klinsmann (2003–2004), als Jay Goppingen
- Kamani Hill (2005)
- Sacha Klještan (2005)
- Robbie Rogers (2005)